# Stazione di Minami-Machida
La stazione di Minami-Machida (南町田駅?, Minami-Machida-eki) è una stazione ferroviaria situata nella città di Machida, facente parte dell'area metropolitana di Tokyo, in Giappone. Essa è servita dalla linea Den-en-toshi della Tōkyū Corporation e si trova ad un'altezza di 75 metri sul livello del mare, e questo la rende la stazione più elevata della rete Tōkyū. È inoltre la stazione situata più a sud nel territorio dell'area metropolitana di Tokyo.

## Linee
Tōkyū Corporation
● Linea Tōkyū Den-en-toshi

## Struttura
La stazione è realizzata in superficie, con due marciapiedi laterali che servono due binari passanti, collegati da sovrappassaggi.
| 1 | ● Linea Tōkyū Den-en-toshi | per Chūō-Rinkan                                                                                 |
| 2 | ● Linea Tōkyū Den-en-toshi | per Futako-Tamagawa, Shibuya e, via linea Hanzōmon, Oshiage e, via linea Tōbu Isesaki, Kasukabe |

## Stazioni adiacenti
| «                                 | Servizio                    | »                        |
| Linea Tōkyū Den-en-toshi          | Linea Tōkyū Den-en-toshi    | Linea Tōkyū Den-en-toshi |
| --------------------------------- | --------------------------- | ------------------------ |
| Suzukakedai                       | Locale                      | Tsukimino                |
| Nagatsuta                         | Espresso (sabato e festivi) | Chūō-Rinkan              |
| Tutti gli altri treni non fermano |                             |                          |